# Шминк, Андреас
Андре́ас Шминк (нем. Andreas Schminck; 26 августа 1947, Франкфурт-на-Майне — 15 декабря 2015) — немецкий историк права. Областью его исследований была история Византийского права.

## Биография
С 1966 по 1970 год Андреас Шминк учился на юридическом факультете Франкфуртского университета имени Иоганна Вольфганга Гёте; в 1971 году он сдал первый юридический государственный экзамен, в 1974 году сдал второй юридический государственный экзамен. С 1974 по 1989 год он был сотрудником проекта Немецкого научно-исследовательское общества по византийской истории права под руководством Дитера Саймона. В 1984 году Шминк защитил диссертацию  в университете Франкфурта и стал доктором юридических наук. С 1990 года до своего выхода на пенсию в 2012 году он был научным сотрудником исследовательского центра издания и редактирования Византийских источников права Академии наук Гёттингена при Институте европейской истории права имени Макса Планка во Франкфурте.